# Colletot
Colletot település Franciaországban, Eure megyében. Lakosainak száma 179 fő (2022. január 1.). Colletot Appeville-Annebault, Cauverville-en-Roumois és Corneville-sur-Risle községekkel határos.

## Népesség
A település népességének változása:
| Lakosok száma | 88   | 94   | 104  | 143  | 193  | 199  | 202  | 207  | 198  | 179  |
|               | 1968 | 1982 | 1990 | 2006 | 2013 | 2015 | 2017 | 2019 | 2020 | 2022 |